# Szabó Béni
Szabó Béni (Nyárádmagyarós, 1886. november 25. – Brassó, 1971) romániai magyar politikus, képviselő. A két világháború között a brassói magyar közösség meghatározó személyisége, vezéregyénisége.

## Életpályája
A Maros megyei Nyárádmagyaróson született, majd Tordára került szűcsinasnak, ahol kitűnt kézügyességével és intelligenciájával. Inasévei alatt egy bőrmunkával első díjat nyert egy budapesti ipari kiállításon. Inasévei után tovább tökéletesítette tudását, és megbecsült, nagy szaktudású mester lett. 1910-ben a brassói Kapu utcában házat vásárolt és műhelyt nyitott; munkái egyre keresettebbé váltak, és vagyonra tett szert. Pénzével árvákat, özvegyeket, rokkantakat támogatott.
1918–1936 között a helyi ipartestület elnöke, majd az Ipartestületek Országos Szövetségének társelnöke. 1926–1928 között Brassó alpolgármestere, 1928-tól a politikai pártok megszüntetését kimondó 1938-as királyi dekrétumig az Országos Magyar Párt listáján képviselő a román parlamentben. A parlament egyetlen kisiparos képviselőjeként felszólalásaival, törvényjavaslataival kiállt az iparosok mellett. 1940–1944 között a Romániai Magyar Közösség Brassó tartományi elnöke.
1944 őszén internálták, élete hátralevő részében nem vállalhatott közéleti szerepet.

## Művei
Önálló kiadványként jelent meg Tájékoztató jelentése és felhívása Brașov város összes kisiparosaihoz (Brassó, 1938) és a Második tájékoztató jelentés és felhívás a szindikátusba jelentkezett brassói kisiparosokhoz (Brassó, 1938). 